# Linnaemya amicorum
Linnaemya amicorum är en tvåvingeart som beskrevs av Draber och Kolomiets 1982. Linnaemya amicorum ingår i släktet Linnaemya och familjen parasitflugor. Inga underarter finns listade i Catalogue of Life.